# Riom-Parsonz
Riom-Parsonz (deutsch, veraltet und bis 1943 offiziell Reams und Präsanz) ist eine Ortschaft in der Gemeinde Surses, Kanton Graubünden.
Bis zum 31. Dezember 2015 war sie eine eigenständige politische Gemeinde. Am 1. Januar 2016 fusionierte Riom-Parsonz mit den Gemeinden Bivio, Cunter, Marmorera, Mulegns, Salouf, Savognin, Sur und Tinizong-Rona zur neuen Gemeinde Surses.

## Geographie

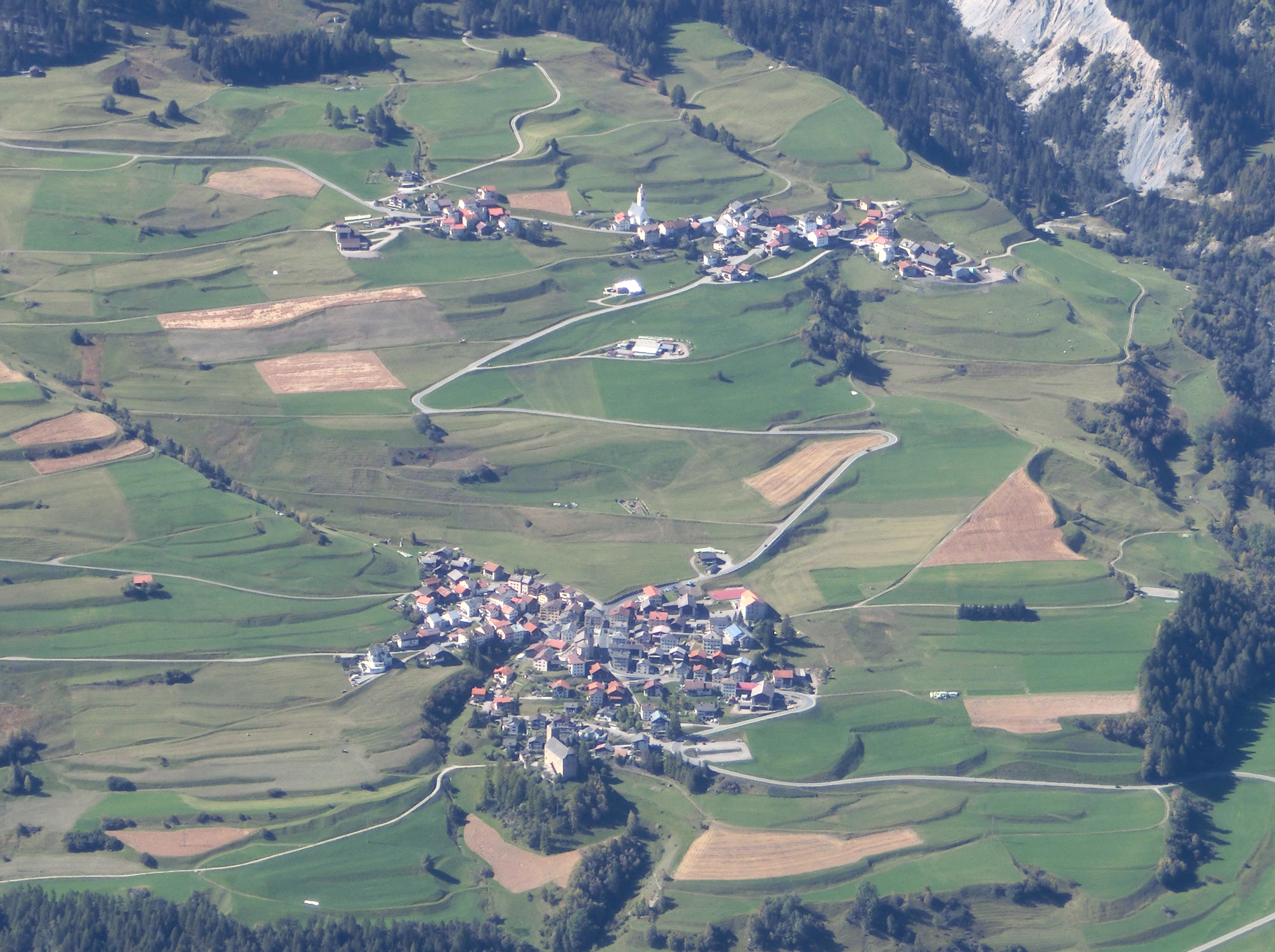
Riom (unten) und Parsonz (oben)

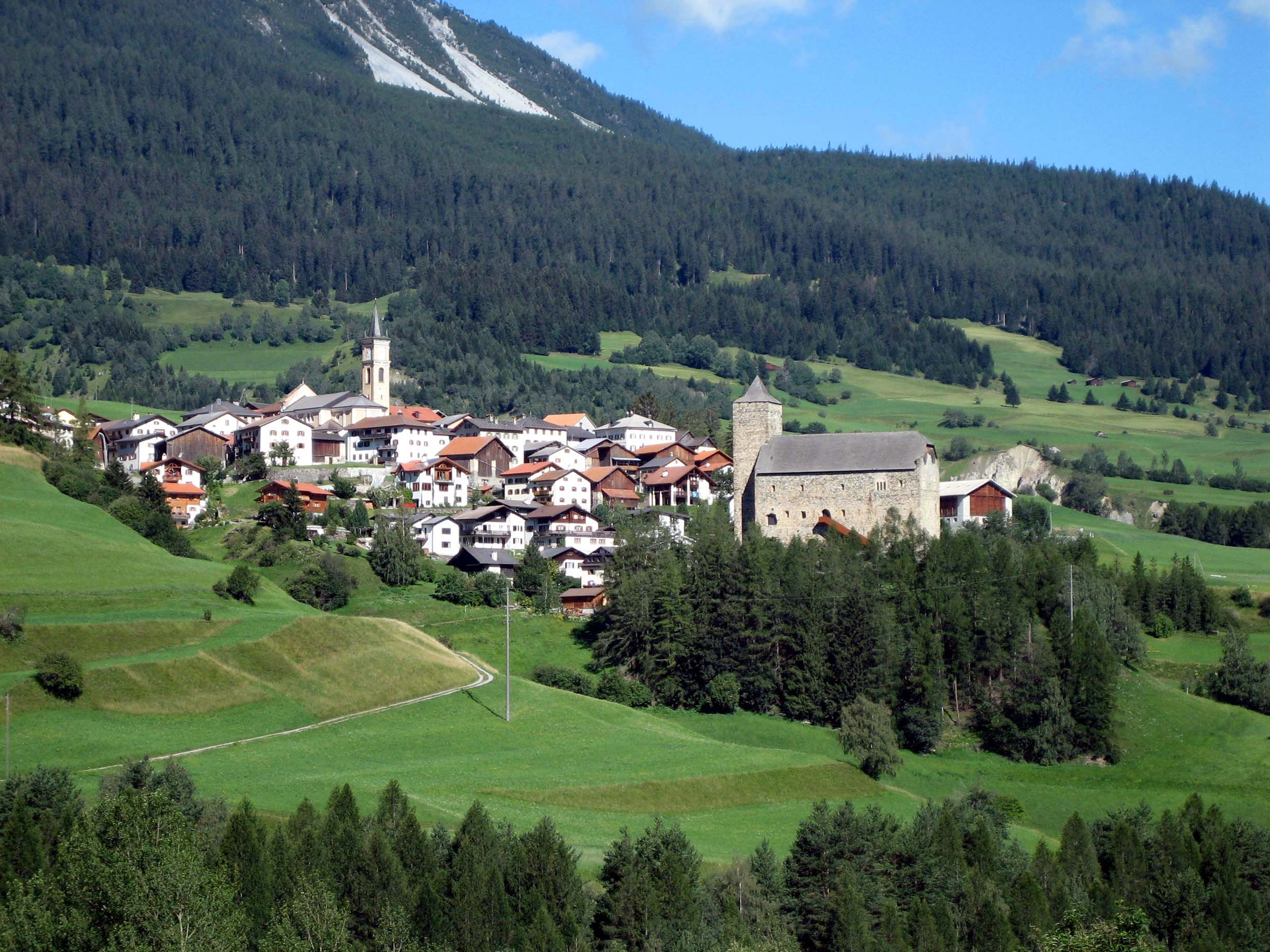
Riom mit der Burg Riom

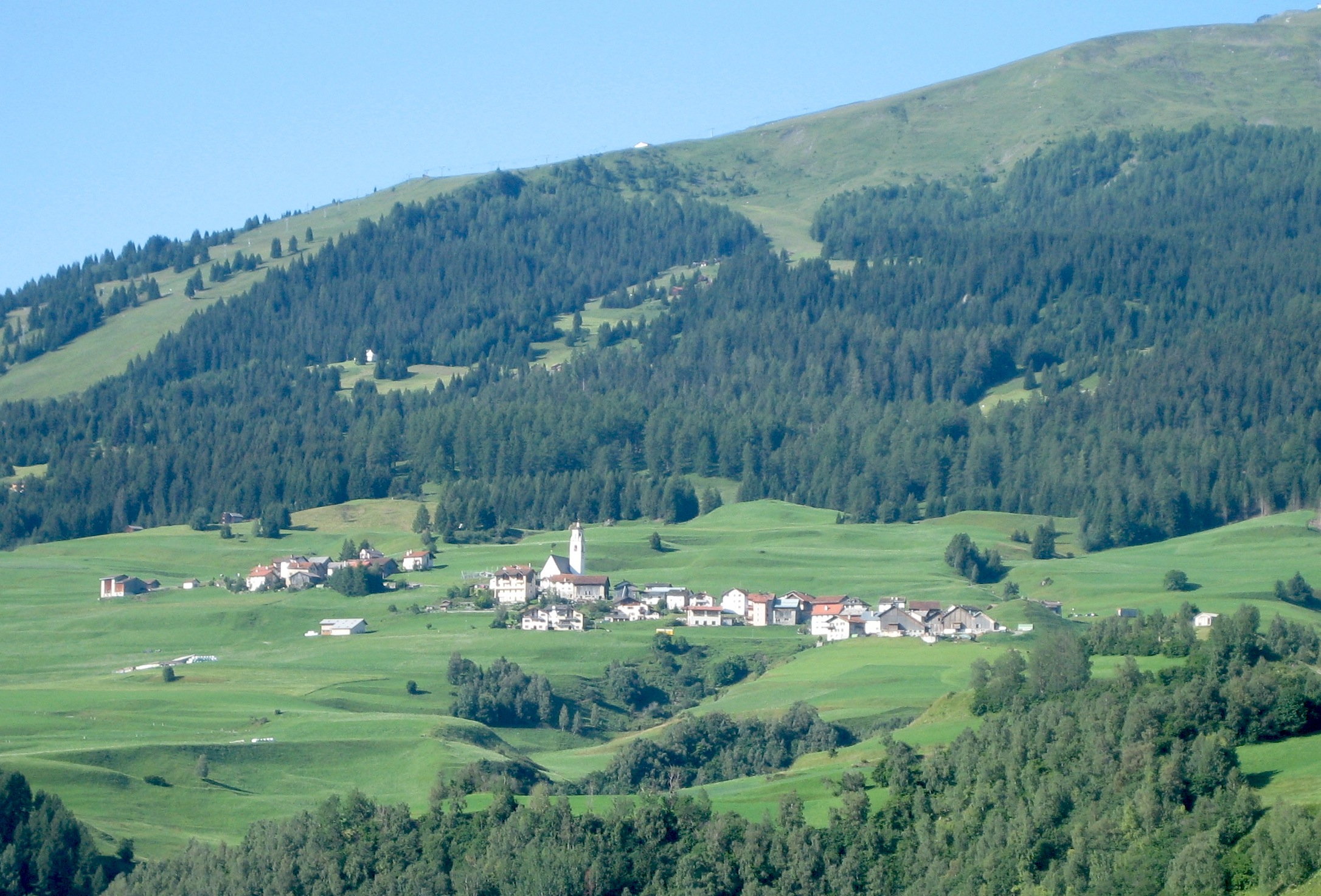
Parsonz

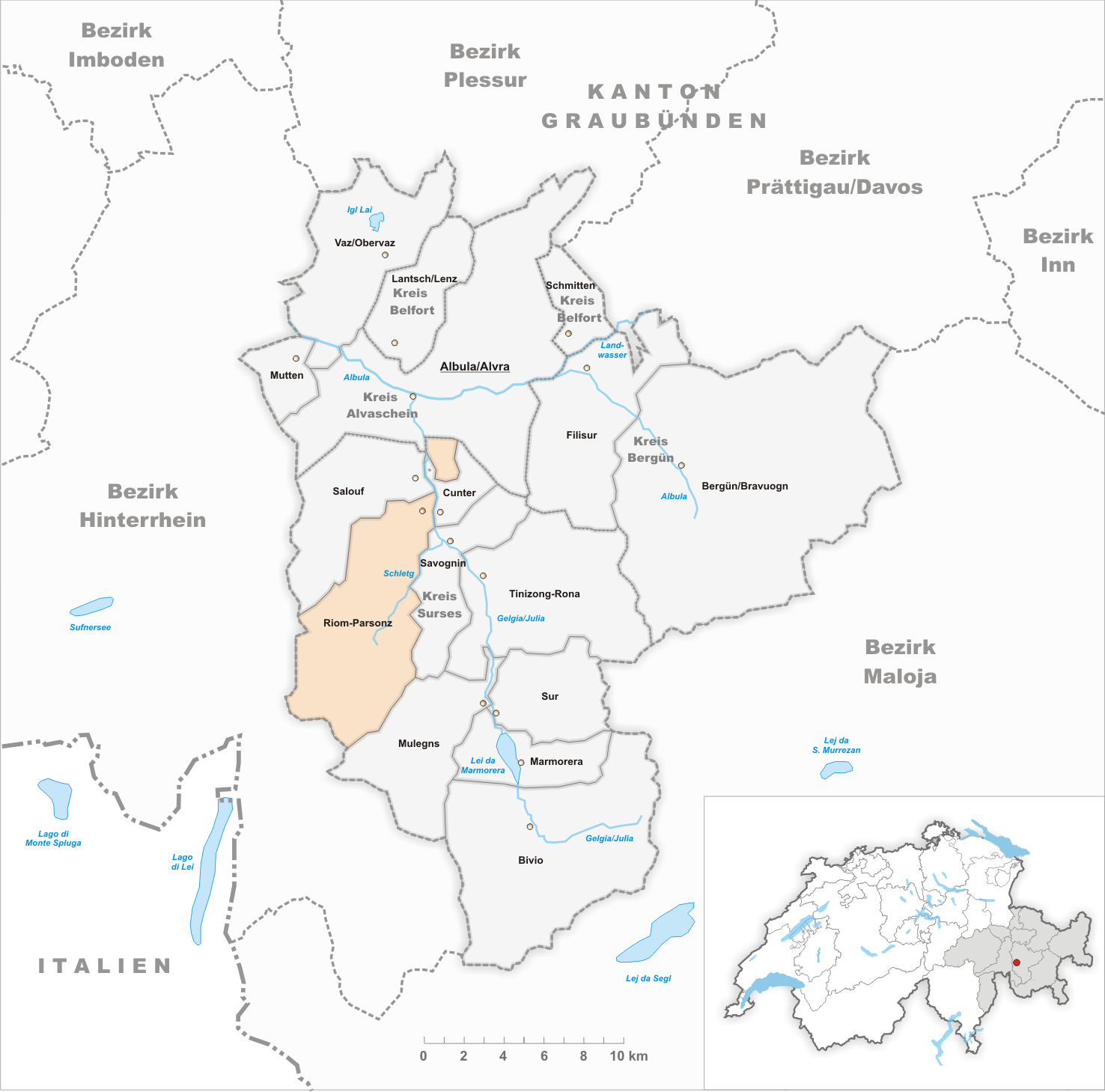
Gemeindestand vor der Fusion am 1. Januar 2016

Luftbild (1947)

Die ehemalige Gemeinde liegt im Oberhalbstein am Nordostabhang des Piz Martegnas (2670 m). Die Gemeindegrenze bildete im Norden der Adont (inkl. Salaschigns), im Osten die Julia und das Forbesch-Arblatsch-Massiv, im Süden die Fuorcla Curtegns, die Fuorcla Starlera und die Fuorcla da Saletscha und im Westen Piz Alv, Piz Settember, Sur Carungas, Piz Cartas und Piz Martegnas. Somit lag fast das gesamte Skigebiet von Savognin auf Gemeindegebiet von Riom-Parsonz. Die ehemalige Gemeinde besass zwischen Cunter, Salouf und Albula/Alvra eine 2,77 km² grosse Exklave, deren Grenze von Burvagn westlich von Crap d'Uigls über Crap digls Anghels bis fast zur Motta Palousa verlief, dann an Tgant Ladrung vorbei bis zur Julia und dann via Cresta wieder zurück nach Burvagn. Der Tunnel "Crap Ses" befindet sich somit auf dem ehemaligen Gemeindegebiet von Riom-Parsonz. Eine zweite, nur 66 a grosse Exklave (Enklave der ehemaligen Gemeinde Cunter) befand sich nur gerade 160 m neben der grösseren Exklave bei einem Wäldchen neben der Hauptstrasse zwischen Burvagn und Vaznoz.
Der tiefste Punkt der ehemaligen Gemeinde liegt in der Exklave bei Tgant Ladrung unterhalb des Crap Ses und ist 995 m hoch. Der höchste Punkt ist der Piz Forbesch (3261,8 m).
Die grössten Siedlungen sind Riom, Parsonz (1398 m) und Tigignas (1499 m). Daneben gibt es zahlreiche weitere Weiler und Gehöfte.
Vom gesamten ehemaligen Gemeindegebiet von über 56 km² können 2858 ha landwirtschaftlich genutzt werden, davon über 90 % nur als Maiensässen. Weitere 1679 ha sind Gebirge. Rund 10 km² – genau 1006 ha – sind von Wald und Gehölz bedeckt. Der Rest von 61 ha ist Siedlungsfläche.
Auf dem ehemaligen Gemeindegebiet liegt der Lai Lung.

## Geschichte
Die ehemalige Gemeinde entstand 1979 durch die Fusion der beiden Gemeinden Parsonz und Riom. 2016 schlossen sich alle Gemeinden des Oberhalbsteins zur Gemeinde Surses zusammen.

## Wappen
| Wappen von Riom-Parsonz | Blasonierung: «Übernahme des Gemeindesiegelmotivs in vereinfachter Form»                                                                  |
| Wappen von Riom-Parsonz | Das Wappen wurde von der Gemeinde Riom übernommen. Der Zusammenschluss der Gemeinden Riom und Parsonz fand im Wappen keinen Niederschlag. |

## Bevölkerung
| Bevölkerungsentwicklung | Bevölkerungsentwicklung | Bevölkerungsentwicklung | Bevölkerungsentwicklung | Bevölkerungsentwicklung | Bevölkerungsentwicklung |
| ----------------------- | ----------------------- | ----------------------- | ----------------------- | ----------------------- | ----------------------- |
| Jahr                    | 1980                    | 1990                    | 2000                    | 2005                    | 2014                    |
| Einwohner               | 263                     | 297                     | 327                     | 335                     | 304                     |

### Sprachen
Bis ins späte 19. Jahrhundert sprachen alle Bewohner Surmeirisch, eine regionale Mundart des Rätoromanischen. Bis ins Jahr 1970 änderte sich daran wenig, auch wenn der Anteil der Rätoromanen von 99,0 % im Jahr 1880 auf 90,28 % im Jahr 1970 sank. Seit 1980 verliert die einheimische Sprache massiv an Boden. Daran ist vor allem die Zuwanderung von Deutschsprachigen beteiligt, in den letzten Jahren auch ein vermehrter Sprachwechsel. Die Entwicklung in den letzten Jahrzehnten zeigt folgende Tabelle:
| Sprachen in Riom-Parsonz |                   |                   |                   |                   |                   |                   |
| Sprachen                 | Volkszählung 1980 | Volkszählung 1980 | Volkszählung 1990 | Volkszählung 1990 | Volkszählung 2000 | Volkszählung 2000 |
| Sprachen                 | Anzahl            | Anteil            | Anzahl            | Anteil            | Anzahl            | Anteil            |
| Deutsch                  | 25                | 9,51 %            | 55                | 18,52 %           | 110               | 33,64 %           |
| Rätoromanisch            | 229               | 87,07 %           | 234               | 78,79 %           | 209               | 63,91 %           |
| Italienisch              | 9                 | 3,42 %            | 3                 | 1,01 %            | 6                 | 1,83 %            |
| Einwohner                | 263               | 100 %             | 297               | 100 %             | 327               | 100 %             |

79,2 % der Einwohner verstehen noch Rätoromanisch, das alleinige Behördensprache ist.

### Herkunft und Nationalität
Von den 335 Bewohnern am Ende des Jahres 2005 waren 323 (= 96,42 %) Schweizer Staatsangehörige.

## Kultur
Seit 2006 findet in Riom das Origen Festival Cultural statt, dabei finden Aufführungen in der Burg Riom wie auch in der 2015 eröffneten Scheune von Sontga Crousch statt. Das Festival hat dafür im Januar 2018 den Wakkerpreis bekommen.

## Sehenswürdigkeiten

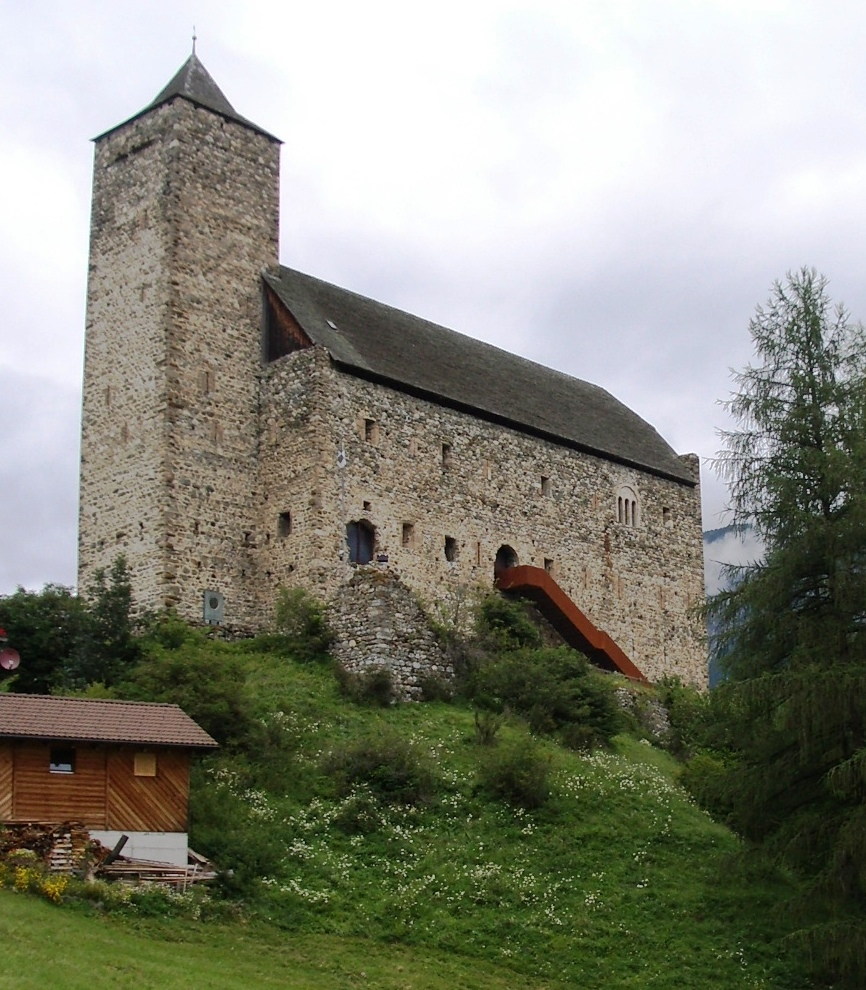
Burg Rätia Ampla in Riom

- Katholische Pfarrkirche St. Nikolaus, in Parsonz[2]
- Katholische Pfarrkirche St. Laurentius[3]
- 1979–1981: Mehrzweckhalle, Architekt: Monica Brügger[4]
- 2006: Schulhaus, Architekt: Pablo Horváth[5][6]
- 2006: Theaterburg, Architekt: Marcel Liesch[7] mit Conzett Bronzini Gartmann
- Burg Rätia Ampla in Riom, 1227[8]